# Rafinha (football, 1987)
Pour les articles homonymes, voir Rafinha.
Rafael dos Santos de Oliveira, dit Rafinha, est un footballeur brésilien né le 30 juin 1987 à Osasco. Il est attaquant.

## Biographie
Rafinha joue dans des clubs brésiliens (Paulista, Atlético Juventus…) et japonais (Thespa Kusatsu, Gamba Osaka…). Il dispute 27 matchs en J-League 1 avec le club du Gamba Osaka, inscrivant 14 buts dans ce championnat.
En 2012, il rejoint le club coréen du Ulsan Hyundai. Il remporte avec cette équipe la Ligue des champions de l'AFC en 2012.

## Palmarès
- Vainqueur de la Ligue des champions de l'AFC en 2012 avec le Ulsan Hyundai